# Riotuerto
Riotuerto (Rutuertu en cantabre) est une ville espagnole située dans la communauté autonome de Cantabrie.